# Eidsvoll (gemeente)
Eidsvoll is een gemeente in de Noorse provincie Akershus. De gemeente telde 24.415 inwoners in januari 2017.

## Plaatsen in de gemeente
- Eidsvoll (plaats)
- Finnbråtan
- Langset
- Minnesund
- Råholt

## Grondwet

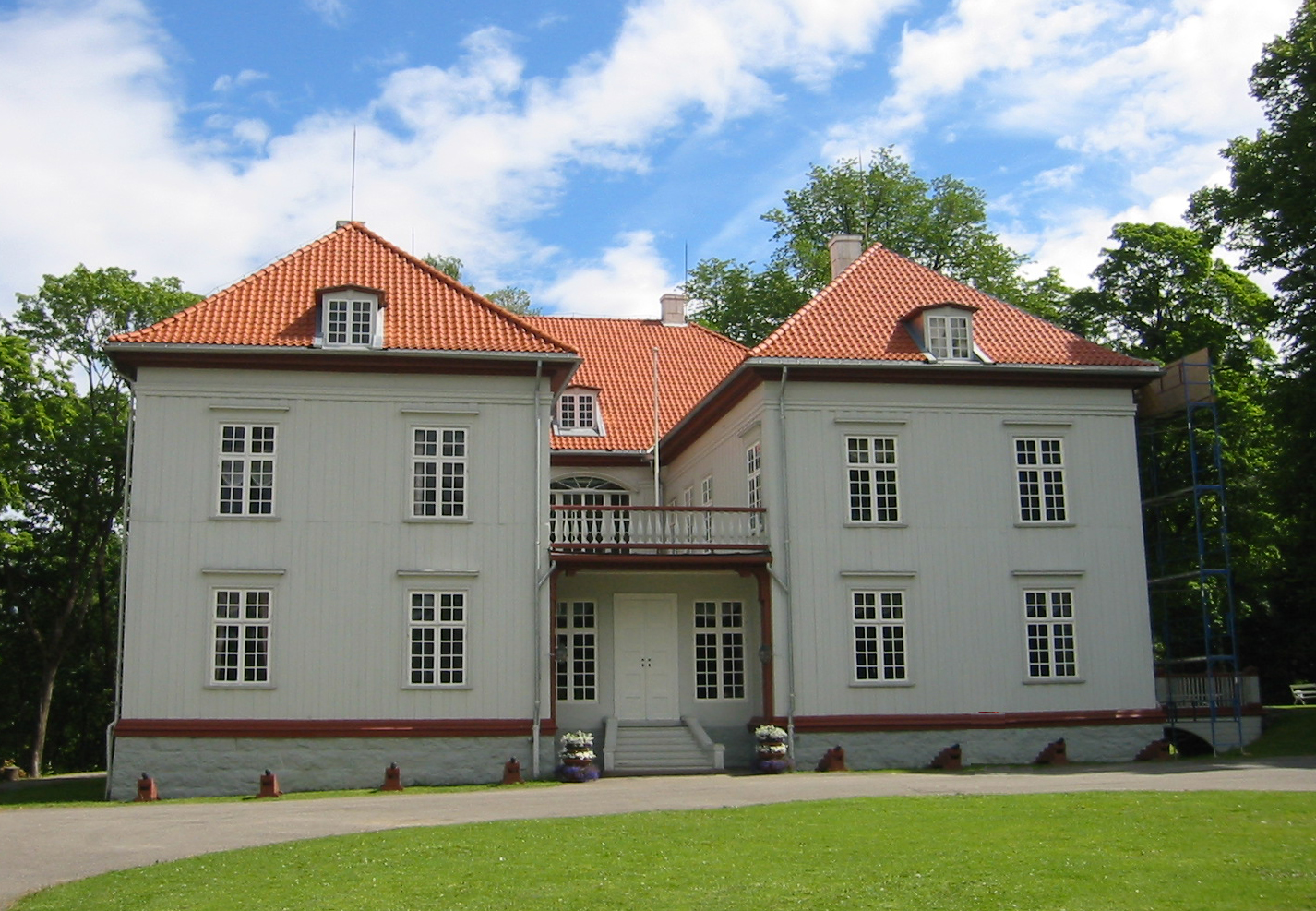
Eidsvollbygningen

Eidsvoll is in Noorwegen vooral bekend omdat hier in 1814 de Grondwet van het land werd aangenomen. Dat gebeurde op 17 mei tijdens een volksvergadering in de woning van Carsten Anker. De woning, nu bekend als Eidsvollbygningen werd in 1837 het eerste nationale monument in Noorwegen.
Ås · Asker · Aurskog-Høland · Bærum · Eidsvoll · Enebakk · Frogn · Gjerdrum · Hurdal · Jevnaker · Lillestrøm · Lørenskog · Lunner · Nannestad · Nes · Nesodden · Nittedal · Nordre Follo · Rælingen · Ullensaker · Vestby

Voormalige gemeentes: Fet · Oppegård · Skedsmo · Ski · Sørum